# Шенгелия, Александр Ревазович
Александр Ревазович Шенгелия (груз. ალექსანდრე რევაზის ძე შენგელია; 27 июня 1989, Тбилиси, СССР) — грузинский футболист, полузащитник команды «Гурия».

## Карьера
В футбол начал играть в 7 лет в детско-юношеской школе тбилисского клуба «Норчи Динамоэли», в 16 лет перешёл в академию тбилисского «Динамо». В 2007 году Александра пригласили в тбилисский «Локомотив», где он провёл четыре года (с перерывами) и сыграл 40 матчей (9 голов), также в тот же период (с перерывами) выступал за тбилисский «Норчи Динамоэли». В 2009 году дебютировал в высшей лиге чемпионата Грузии за тбилисский «Локомотив», проведя 16 игр. С 2012 года выступает за ланчхутскую «Гурию», где сыграл 46 матчей (9 голов).

## Семья
Отец — Реваз Шенгелия, — известный в Грузии футбольный статистик.